# Elaenia mesoleuca
Az Elaenia mesoleuca a madarak osztályának verébalakúak (Passeriformes) rendjébe és a királygébicsfélék (Tyrannidae) családjába tartozó faj.

## Rendszerezése
A fajt Ferdinand Deppe német természettudós írta le 1830-ban, Muscicapa nembe Muscicapa mesoleuca néven.

## Előfordulása
Argentína, Brazília, Paraguay és Uruguay területén honos. Természetes élőhelyei a szubtrópusi és trópusi síkvidéki és hegyi esőerdők. Vonuló faj.

## Megjelenése
Testhossza 16 centiméter.
|  |

## Életmódja
Rovarokkal, bogyókkal és gyümölcsökkel táplálkozik.

## Természetvédelmi helyzete
Az elterjedési területe rendkívül nagy, egyedszáma viszont csökken, de még nem éri el a kritikus szintet. A Természetvédelmi Világszövetség Vörös listáján nem fenyegetett fajként szerepel.